# Internazionale delle federazioni anarchiche
L'Internazionale delle federazioni anarchiche (IFA), in inglese International of Anarchist Federations (IAF) in francese Internationale des fédérations anarchistes (IFA), è un'organizzazione internazionale composta da gruppi anarchici.

## Storia

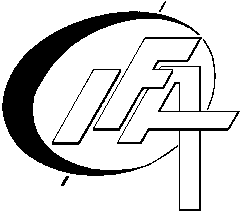
Logo in uso dall'IFA fino al 2009.

È stata fondata nel congresso internazionale anarchico di Carrara del 1968, a partire dalla tre federazioni, già esistenti, di Francia, Italia e Spagna, nonché della federazione bulgara che era allora in esilio in Francia. 
L'IFA collabora con altre associazioni anarchiche, come la International Workers Association (IWA-AIT) un'associazione internazionale dei sindacati anarchici.
I principi su cui l'IFA lavora sono il federalismo, l'autorganizzazione e l'aiuto reciproco. Per curare il coordinamento e la comunicazione all'interno dell'IFA, vi è un segretariato internazionale, che ruota in maniera informale tra le varie federazioni nazionali (al momento è il gruppo inglese).

## Membri

### Attuali
Elenco dei membri:
| Zona                    | Nome                                        | Abbr.      |
| ----------------------- | ------------------------------------------- | ---------- |
| Argentina               | Federación Libertaria Argentina             | FLA        |
| Brasile                 | Iniciativa Federalista Anarquista no Brasil | IFAb       |
| Bulgaria                | Федерация на анархистите в България         | ФАБ / FAKB |
| Croazia Slovenia        | Federacija za anarhistično organiziranje    | FAO        |
| Francia Belgio Svizzera | Fédération Anarchiste                       | FA         |
| Germania Svizzera       | Föderation deutschsprachiger AnarchistInnen | FdA        |
| Grecia                  | Αναρχική Πολιτική Οργάνωση                  | APO / ΑΠΟ  |
| Italia                  | Federazione anarchica italiana              | FAI        |
| Kurdistan               | Sekoy Anarkistani Kurdiy-zman               | KAF        |
| Messico                 | Federación Anarquista de México             | FAM        |
| Regno Unito             | Anarchist Federation                        | AF / AFed  |
| Rep. Ceca Slovacchia    | Anarchistická Federácia                     | AF         |
| Sicilia                 | Federazione Anarchica Siciliana             | FAS        |
| Spagna Portogallo       | Federación Anarquista Ibérica               | FAI        |

### Ex membri
| Zona        | Nome                                                               | Abbr. | Nota        |
| ----------- | ------------------------------------------------------------------ | ----- | ----------- |
| Bielorussia | Анархический черный крест Беларусь (Belarus Anarchist Black Cross) | BABC  | [ 5 ] [ 6 ] |

## Stampa e media
Molte federazioni curano una pubblicazione periodica. Per esempio, la Federazione anarchica italiana pubblica dal 1945 Umanità Nova, giornale anarchico fondato da Errico Malatesta nel 1920.
La Federazione anarchica francese dispone di una sua propria radio storica, Radio Libertaire, a Parigi.
La Federazione anarchica iberica possiede, a Valencia, Ràdio Klara.
In Italia, Federazione anarchica torinese trasmette il programma Anarres su Radio 2000 Blackout.